# 斑點寡鱗鰕虎
斑點寡鱗鰕虎（学名：Oligolepis acutipennis），又名尖鰭寡鱗鰕虎魚，为鱸形目鰕虎科寡鱗鰕虎魚屬下的一个种。该物种主要分布于印度洋-西太平洋海域，体长可达12公分。